# Nelle Isabel Law
Nelle "Nel" Isabel Law (1914–1990) var en australsk kunstner, digter og dagbogsskriver. Hun var gift med videnskabsmanden og opdagelsesrejsende Phillip Law, og hun var den første kvinde fra Australien, der satte sin fod på Antarktis, da hun rejste med sin mand til Mawson Station in 1960–61.
I 1961 blev M/S Nella Dan opkaldt efter Law. Skibet sejlede særligt i arktis og var aktivt fra 1961-1987.